# 坎贝尔环形山
坎贝尔环形山（Campbell）是位于月球背面北半球一座巨大的古陨坑，约形成于45.5-39.2亿年前的前酒海纪，其名称取自二位美国天文学家利昂·坎贝尔（1881年－1951年）和威廉·华莱士·坎贝尔（1862年-1938年），1970年被国际天文学联合会批准接受。

## 描述

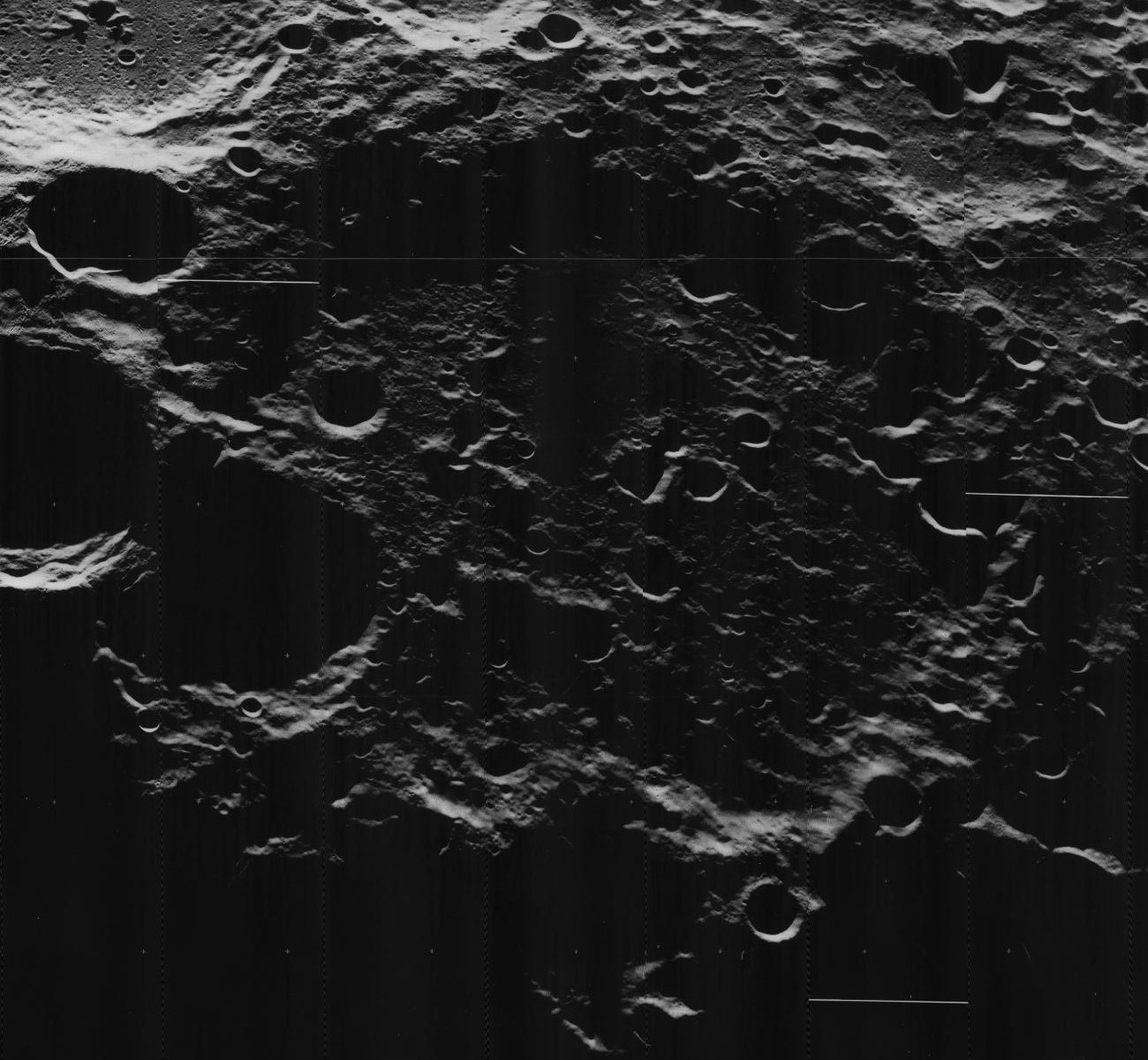
月球轨道器5号拍摄的西向斜视图

该陨坑位于更为巨大的环壁平原-达朗伯环形山西南，东南坑壁重叠着莱伊环形山。环四周：西侧毗邻波西环形山、西北及西北偏北分别为范赖恩陨石坑和德赖斯环形山、朗之万环形山和维纳环形山坐落在它的东南偏东和西南、南面则横亘了冯·诺伊曼环形山。该陨坑中心月面坐标为45°34′N 152°55′E / 45.57°N 152.91°E，直径222.48公里，深度约3.095公里。假如该陨坑位于月球正面，它也将是从地球上能直接看到的最大陨石坑之一，比施卡德环形山还大。
受长期撞击的影响，坎贝尔环形山已被严重磨损和侵蚀，形成了一圈由嶙峋的山脊和山峰构成的圆形坑壁。沿内外坑壁及坑底覆盖了众多的小撞击坑，其中最醒目的是位于东北及南侧内壁附近的卫星坑坎贝尔 X和坎贝尔 N。该环形山坑壁高出周边地形2000米以上，坑内地表大部较为崎岖，遍布大量更细小的陨石坑。坑底西部有一处被玄武岩熔岩覆盖的平坦区，其幽暗的反照率明显低于周边地形，该区域面积约有2400平方千米，从坑底中心向西侧壁延伸，边缘形状不太规则，类似于一座小月海。
在坎贝尔环形山南面及冯·诺伊曼环形山西侧之间，坐落了一座独特的陨石坑，它是由二座甚或多座重叠的撞击坑所组成，其中最年轻的是外观近乎六边形且带有一个崎岖坑底的卫星坑维纳 F。

## 卫星陨石坑
按惯例，最靠近坎贝尔环形山的卫星坑将在月图上以字母标注在它的中心点旁边。

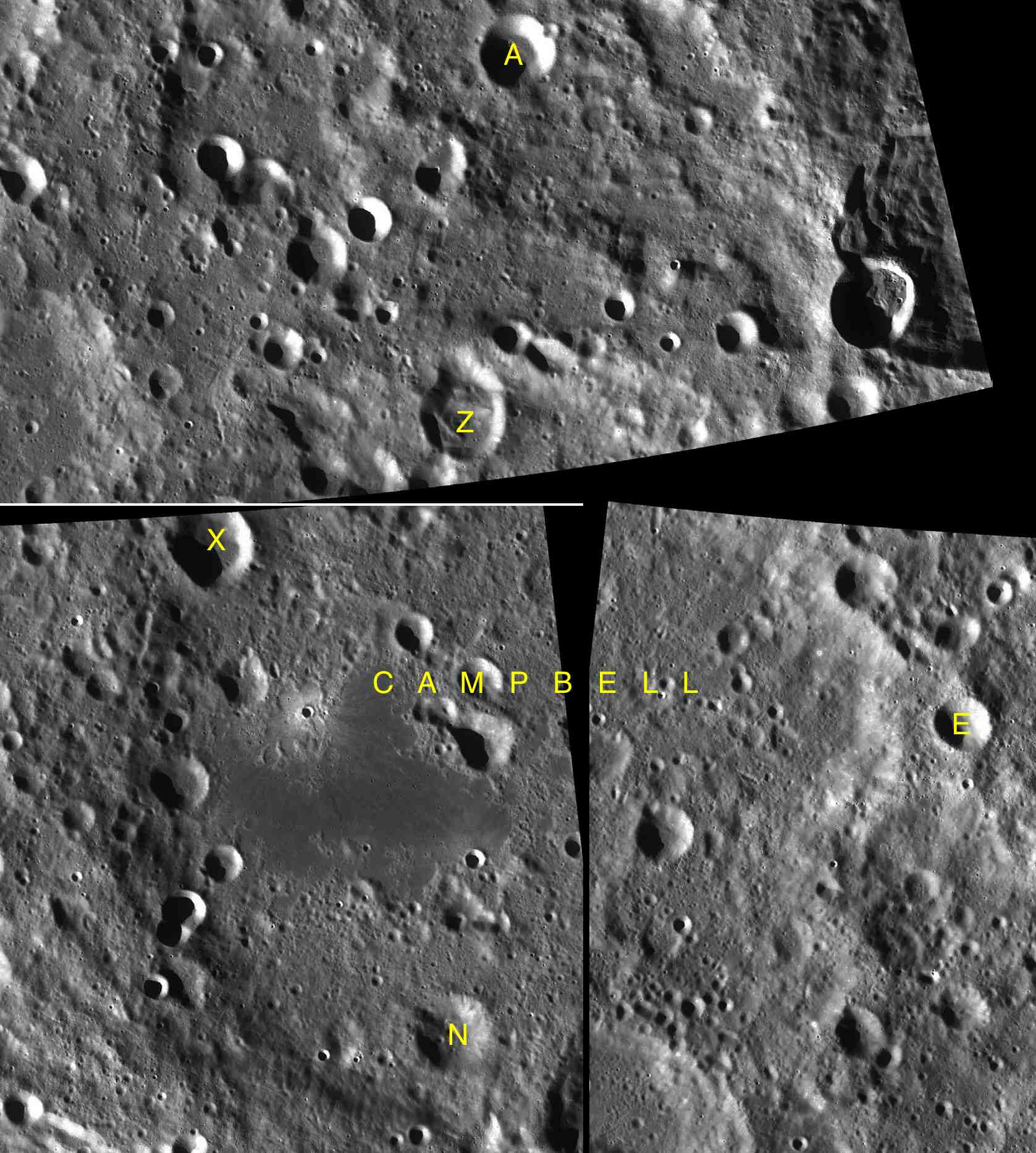
LAC-17、LAC-31和LAC-32拼接图

| 坎贝尔 | 纬度     | 经度      | 直径      |
| ------ | -------- | --------- | --------- |
| A      | 51.76° N | 154.43° E | 21.23公里 |
| E      | 46.33° N | 158.89° E | 14.90公里 |
| N      | 43.20° N | 152.16° E | 22.24公里 |
| X      | 47.73° N | 149.61° E | 23.34公里 |
| Z      | 48.58° N | 153.00° E | 23.78公里 |

- 卫星坑坎贝尔 Z约形成于早雨海世[1]。

## 另请参阅
- Andersson, L. E.; Whitaker, E. A. . NASA RP-1097. 1982.
- Blue, Jennifer. . USGS. July 25, 2007  [2007-08-05]. （原始内容存档于2012-04-08）.
- Bussey, B.; Spudis, P. . New York: Cambridge University Press. 2004. ISBN 978-0-521-81528-4.
- Cocks, Elijah E.; Cocks, Josiah C. . Tudor Publishers. 1995. ISBN 978-0-936389-27-1.
- McDowell, Jonathan. . Jonathan's Space Report. July 15, 2007  [2007-10-24]. （原始内容存档于2012-05-26）.
- Menzel, D. H.; Minnaert, M.; Levin, B.; Dollfus, A.; Bell, B. . Space Science Reviews. 1971, 12 (2): 136–186. Bibcode:1971SSRv...12..136M. doi:10.1007/BF00171763.
- Moore, Patrick. . Sterling Publishing Co. 2001. ISBN 978-0-304-35469-6.
- Price, Fred W. . Cambridge University Press. 1988. ISBN 978-0-521-33500-3.
- Rükl, Antonín. . Kalmbach Books. 1990. ISBN 978-0-913135-17-4.
- Webb, Rev. T. W.  6th revised. Dover. 1962. ISBN 978-0-486-20917-3.
- Whitaker, Ewen A. . Cambridge University Press. 1999. ISBN 978-0-521-62248-6.
- Wlasuk, Peter T. . Springer. 2000. ISBN 978-1-85233-193-1.